# Лозовский, Сергей Владимирович
Сергей Владимирович Лозовский (14 июля 1962, Ровно — 1 января 2021, Одесса) — украинский живописец, график и педагог, заслуженный художник Украины (2018).

## Биография
С. В. Лозовский родился 14 июля 1962 года в г. Ровно УССР.
В 1984 году закончил художественно-графический факультет Одесского государственного педагогического института имени К. Д. Ушинского.
С 1985 года работал в Одесском педагогическом институте - Южно-украинском национальном педагогическом университете  имени К. Д. Ушинского. Был старшим преподавателем кафедры изобразительного искусства. Преподавал рисунок, живопись и композицию .

Скончался 1 января 2021 года от осложнений после COVID-19 в Одессе.

## Творческая деятельность
Художник-пейзажист. Член Национального союза художников Украины с 2000 года.
За годы творчества  провёл персональные выставки  в Одессе (2), в Белгороде-Днестровском, участвовал в республиканских и международных выставках. Среди работ: «Петунии», «Вечереет», «Домик деда Андрея (Цветут персики)».
Работы хранятся  в частных коллекциях Украины, России, Германии, Израиля,  США, Франции.

## Награды
- 2018 — Заслуженный художник Украины